# جنگل‌های خزان‌دار مرطوب دشت‌های گانگتیک پایینی
جنگل‌های خزان‌دار مرطوب دشت‌های گانگتیک پایینی (به لاتین: Lower Gangetic Plains moist deciduous forests) یک منطقهٔ مسکونی و جنگل در بنگلادش است که در آسام واقع شده‌است.